# Petr Korbel
Petr Korbel (Havířov, 6 juni 1971) is een Tsjechisch professioneel tafeltennisser. Hij won bronzen medailles op de Europese Top-12-toernooien van 2001 en 2004. Hij bereikte in januari 2001 de zestiende positie op de ITTF-wereldranglijst.

## Sportieve loopbaan
Korbel speelt op internationale toernooien van de ITTF Pro Tour en kwam in actie tijdens vijf edities van de Olympische Zomerspelen (OS '92, OS '96, OS 2000, OS '04, en OS '08). Hij boekte zijn beste resultaat in Atlanta 1996, toen hij met een vierde plaats net buiten de medailles viel. Hij verloor er in de halve finale van de Chinees Wang Tao (3-0), waarna de Duitser Jörg Roßkopf (3-1) hem versloeg in de strijd om de derde plaats. Korbel versloeg in de kwartfinale nog wel Jean-Michel Saive, die hem vier jaar later in Sydney uit het toernooi knikkerde.
Korbels beste individuele resultaat op de Pro Tour was een tweede plaats op het Engeland Open 1997. Hij haalde de halve finales van het Frans Open 2000, Deens Open 2003 en Qatar Open 2006. In het dubbelspel schreef hij in 2004 het Deens Open op zijn naam.
Korbel werd op zijn zeventiende Europees Kampioen bij de junioren (Novi Sad 1988). Op het WK voor senioren won hij in 1991 brons in het gemengd dubbel-toernooi.

## Competitie
Korbel verdient zijn brood al bijna zijn hele sportcarrière in de Duitse Bundesliga. Hij speelde er voor achtereenvolgens TTC Altena, MTG Horst-Essen, TTC Zugbrücke Grenzau en Borussia Düsseldorf. Met Grenzau won hij in 1998 de ETTU Cup.
- Nationale Bibliotheek van Tsjechië: xx0003972
- Virtual International Authority File: 85329405